# 草津国際音楽アカデミー&フェスティバル
草津国際音楽アカデミー&フェスティバル（英語: Kusatsu International Summer Music Academy & Festival）は、草津温泉で毎年夏に開催されるクラシック音楽の音楽祭。正式名称は、草津夏期国際音楽アカデミー&フェスティヴァル（くさつかきこくさいおんがくアカデミー アンド フェスティヴァル）。通称は、草津音楽祭。

## 概要

### 音楽祭
教育目的のアカデミーと、演奏会を含む音楽会としてのフェスティヴァルの二本立てで開催される。毎日草津町内のどこかで開催される街角コンサートが名物のひとつ。
第1回は、1980年（昭和55年）8月18日から31日まで開催された。1980年（昭和55年）に開始された霧島国際音楽祭と並び、講習会と演奏会などの音楽会から成る長年続くクラシック音楽祭であり、2022年（令和4年）8月22日からは両音楽祭における友の会同士の交流も行われている。
2020年（令和2年）度は新型コロナウイルス感染症 (2019年)の流行により、初の開催中止となった。
上皇夫妻は天皇在位中も含め、この音楽祭でのコンサートを鑑賞するため複数回訪れており、上皇后はその際にこの音楽祭のワークショップで指導を受けつつピアノを演奏している。

### アカデミー
ヴァイオリニストとして著名な豊田耕児を音楽監督、音楽評論家遠山一行を実行委員長に開始された、夏期2週間にわたり行われる講習会の音楽アカデミー。毎年その年のテーマにあわせて世界的な芸術家を講師に招き、ニース夏期国際音楽アカデミー（フランス語: Académie internationale d'été de Nice）、キジアーナ音楽院夏期コンサートのマスタークラス、ザルツブルク音楽祭と共に開催されるザルツブルク・モーツァルテウム大学夏期国際音楽アカデミーといったヨーロッパの講習会や、アスペン音楽祭やマールボロ音楽祭におけるアメリカ合衆国での講習会など、外国における夏期講習のシステムを参考にした、草津独自のシステムで音楽を学ぶ。
当初より世界的な音楽家が集まったことや、その音楽家たちから草津アカデミーが称賛されたことから、ヨーロッパでも音楽家の間では世界一級のアカデミーとして評価され、このアカデミーと音楽祭に招待されることは名誉なこととすら言われる程になった。
第11回目からは遠山一行が音楽監督となり、さらに室内楽に充実したレッスンが行われるよう配慮された。2010年（平成22年）開催の第31回からは遠山一行が音楽監督から引退し、作曲家の西村朗が音楽監督を務める。

### フェスティヴァル
草津アカデミーが日本で最初の本格的な夏期の音楽アカデミーとしてスタートしたが、これだけの演奏家が来て音楽会を聴けないのは残念であり、生徒にとっても講師がどうステージ上で演奏するかが一番のお手本になるという理由から、フェスティヴァルが企画された。フェスティヴァルとアカデミーは、どちらが欠けても前に進むことが出来ない車の両輪のような関係として開催されている。
1990年（平成2年）までのコンサートは、スキー場のレストランを改造したコンサートホールである天狗山レストハウスで行なわれてきたが、1991年（平成3年）に608シートの本格的なコンサートホール「草津音楽の森国際コンサートホール」が建設され、2002年（平成14年）には室内楽用のイタリア製パイプオルガンが設置された。

## 毎年のテーマ
草津夏期国際音楽アカデミー＆フェスティヴァルでは毎年何らかのテーマを選定し、このテーマに則って演奏会などの音楽会のプログラムなどが構成される。
- 第01回(1980年):ヨハン・セバスティアン・バッハの音楽
- 第02回(1981年):ヴォルフガング・アマデウス・モーツァルトの音楽
- 第03回(1982年):ブラームスとバッハの音楽
- 第04回(1983年):シューベルトの音楽
- 第05回(1984年):フランツ・ヨゼフ・ハイドンの音楽
- 第06回(1985年):J.S.バッハと息子たち
- 第07回(1986年):R.シューマンの音楽
- 第08回(1987年):モーツァルトとマンハイム楽派の音楽
- 第09回(1988年):フランス音楽（ベルリオーズ、ドビュッシー、ラヴェ）
- 第10回(1989年):ベートーヴェンの音楽
- 第11回(1990年):1790年をめぐって―古典派からロマン派へ
- 第12回(1991年):1830年―ロマン派音楽の胎動
- 第13回(1992年):1750年―バロックからクラシックへ
- 第14回(1993年):二つの世紀末
- 第15回(1994年):シューベルトとその時代
- 第16回(1995年):ウィーン古典派への道　モーツァルト・ハイドン
- 第17回(1996年):ワーグナーとブラームスの時代
- 第18回(1997年):バッハと現代
- 第19回(1998年):ベートーヴェンの時代
- 第20回(1999年):古典と現代
- 第21回(2000年):バッハとロマン派音楽
- 第22回(2001年):モーツァルトの旅
- 第23回(2002年):音楽都市パリとウィーン
- 第24回(2003年):ロマン主義の流れ
- 第25回(2004年):バッハからベートーヴェンへ
- 第26回(2005年):ドイツの都市と音楽
- 第27回(2006年):モーツァルトと18世紀
- 第28回(2007年):ベートーヴェンからブラームスへ
- 第29回(2008年):18世紀の音楽　バロックからクラシックへ
- 第30回(2009年):1809年　ハイドン没後・メンデルスゾーン生誕200年

## これまでに来訪した講師
以下の講師がこれまでマスタークラスを開講し指導にあたった。

### ヴァイオリン
- ウェルナー・ヒンク(Werner Hink)
- サシュコ・ガヴリーロフ(Saschko Gawriloff)
- パオロ・フランチェスキーニ(Paolo Franceschini)
- ピエール・アモイヤル(Pierre Amoyal)
- デヴィ・エルリー(Devy Erlih)
- 江藤俊哉
- 原田幸一
- エディト・パイネマン(Edith Peinemann)
- ジェラール・プーレ(Gerard Poulet)
- ハンスハインツ・シュネーベルガー(Hansheinz Schneeberger)
- 塩川悠子
- インゴ・ジンフォッファー(Ingo Sinnhoffer)
- 豊田耕児
- ワンダ・ウィウコミルスカ(Wanda Wilkomirska)
- マルクス・ヴォルフ(Markus Wolf)

### ヴィオラ
- セルジュ・コロー(Serge Collot)
- 深井碩章
- ジークフリード・ヒューリンガー(Siegfried Führlinger)
- ヨーゼフ・グートマン(Joseph Gutmann)
- ライナー・モーク(Rainer Moog)
- 岡田伸夫

### チェロ
- ピエール・フルニエ（Pierre Fournier）
- モーリス・ジャンドロン(Maurice Gendron)
- タマーシュ・ヴァルガ(Tamas Varga)
- ヴォルフガング・ベッチャー(Wolfgang Boettcher)
- カリーナ・ゲオルギアン(Karine Georgian)
- ダヴィド・ゲリンガス(David Geringas)
- クリストフ・ヘンケル(Christoph Henkel)
- ルドルフ・メッツマッハー(Rudolf Metzmacher)
- ヴァルター・ノータス(Walter Nothas)
- マルティン・オスターターク(Martin Ostertag)
- ヤーノシュ・シュタルケル(Janos Starker)
- 山崎伸子

### コントラバス
- 江口朝彦
- クヌート・ギュットラー(Knut Guettler)
- ロドニー・スラットフォード(Rodney Slatford)
- クラウス・トゥルンプフ(Klaus Trumpf)
- フリードリッヒ・ヴィット(Friedrich Witt)

### オーボエ
- トーマス・インデアミューレ(Thomas Indermühle)
- ハンスイェルク・シェレンベルガー(Hansjörg Schellenberger)

### フルート
- オーレル・ニコレ(Aurèle Nicolet)
- ヴォルフガング・シュルツ(Wolfgang Schulz)
- アンドラーシュ・アドリアン(András Adorján)

### クラリネット
- カール・ライスター(Karl Leister)
- ヴォルフガング・マイヤー(Wolfgang Meyer)
- ペーター・シュミードル
- ノーベルト・トイブル(Nobert Täubl)

### ファゴット
- ミラン・トゥルコヴィッチ(Milan Turković)

### トランペット
- ハンス・ペーター・シュー(Hans Peter Schuh)

### トロンボーン
- イアン・バウスフィールド(Ian Leslie Bousfield)

### ホルン
- 水野信行
- シュテファン・ドール(Stefan Dohr)
- ラルス・ミヒャエル・ストランスキー(Lars Michael Stransky)

### リコーダー
- ハンス・マリア・クイナス(Hans Maria Kneihs)

### ピアノ
- 遠山慶子
- アントニー・シピリ(Anthony Spiri)
- マウリツィオ・モレティ(Maurizio Moretti)
- ブルーノ・カニーノ(Bruno Canino)
- フェレンツ・ボーグナー(Ferenc Bognar)
- エリック・ハイドシェック(Eric Heidsieck)
- エディット・ピヒト＝アクセンフェルト(Edith Picht-Axenfeld）
- クリフォード・ベンソン(Cliford Benson)
- ヴィレム・ブロンズ(Willem Brons)
- カール・エンゲル(Karl Engel)
- ロイ・ハーワット(Roy Howat)
- ニキタ・マガロフ(Nikita Magaloff)
- ハインツ・メジモレック(Heinz Medjimorec)
- ヨゼフ・パーレニーチェク(Josef Palenicek)
- ゲルハルト・プッヒェルト(Gerhard Puchelt)
- フェレンツ・ラドシュ(Fernc Rados)
- クラウス・シルデ(Klaus Schilde)
- フリードリッヒ・ヴィルヘルム・シュヌア(Friedrick Wilhelm Schnurr)
- タマス・ヴァシャリ(Tamas Vasary)
- 安川加寿子
- カルロ・ゼッキ(Carlo Zecchi)

### 声楽
- エルンスト・ヘフリガー(Ernst Haefliger)
- エディット・マティス(Edith Mathis)
- リシャード・カルチコフスキー(Ryszard Karczykowski)
- ヒルデガルト・ベーレンス(Hildegard Behlens)
- トム・クラウセ(Tom Krause)
- クリスチャン・エダ・ピエール(Christiane Eda-Pierre)
- 白井光子
- オリヴェラ・ミリャコヴィッチ(Olivera Miljakovic)

### オルガン
- クラウディオ・ブリツィ(Claudio Brizi)

### ハープシコード
- クラウディオ・ブリツィ(Claudio Brizi)
- イェルク・エーヴァルト・デーラー(Jörg Ewald Dähler)
- ヴァルデマール・デーリング(Waldemar Döling)
- 橋本英二
- エディット・ピヒト＝アクセンフェルト(Edith Picht-Axenfeld）

### ハープ
- マリ=クレール・ジャメ(Marie-Claire Jamet)

### 歌曲解釈・指揮
- イェルク・エーヴァルト・デーラー(Jörg Ewald Dähler)

他

## アシスタント講師/マスタークラス講師以外の演奏家
マスタークラスのアシスタントにも国内の著名な音楽家が多数参加している。

### トランペット
- 吉田太美男
- 前原尚規
- 廣田佳奈子

### トロンボーン
- 首藤健一
- 村田厚生
- 小倉史生
- 長谷川博亮

### ホルン
- 守山光三
- 高野哲夫
- 笠原慶昌
- 金子典樹

### フルート
- 西田直孝
- 庄田奏美
- 板東久美

### クラリネット
- 四戸世紀
- 齋藤雄介
- 高子由佳
- 木幡亮仁
- 坂本沙織

### オーボエ
- 加納律子
- 岡北斗

### ファゴット
- 岡崎耕治
- 石井淳
- 秋山富義
- 石川了一
- 岩佐雅美

### ヴァイオリン
- 藍川理映子
- 荒木優子
- 大関博明
- 大貫聖子
- 加藤玲名
- 嶋田慶子
- 菅谷早葉
- 宮本恵
- 山本はづき
- 吉岡麻貴子
- ルカ・アルチェーゼ(Luca Arcese)
- 宇根京子

### ヴィオラ
- 市坪俊彦
- 小野聡
- 阪本奈津子
- ルカ・ラニエリ(Luca Ranieri)
- 池村明子

### チェロ
- マリア・チェチリア・ベリオリ(Maria Cecilia Berioli)
- 茂木新緑
- 柳田耕治

### コントラバス
- 井戸田善之
- 須崎昌枝
- マルコ・ティナレッリ(Marco Tinarelli)

### パーカッション
- 永曽重光

### ピアノ
- ササキウララ
- 瀬川玄
- 浅野真弓
- 上田敏
- 江上菜々子
- 岡崎悦子
- 岡田知子
- 児嶋一江
- 小高まき子
- 須永真美
- 富樫幸恵
- 中川香奈子
- 星敬子
- 宮本聖子
- 森美加
- 吉村真代
- 和田篤子
- 和田記代
- 澤瀉雅子
- 倉田真里

※ピアノには各楽器のアシスタントピアニストを含む

### 指揮
- キンボー・イシイ＝エトウ(Kimbo Ishii-Eto)